# Polska na zawodach Pucharu Europy w Lekkoatletyce 2005
Polska na zawodach Pucharu Europy w Lekkoatletyce 2005 – wyniki reprezentacji Polski w 26. edycji Pucharu Europy w 2005.
Zarówno reprezentacja żeńska, jak i reprezentacja męska wystąpiły w zawodach Superligi (I poziom rozgrywek), które odbyły się w dniach 17–19 czerwca 2005 we Florencji.

## Mężczyźni
Polska zajęła 4. miejsce wśród ośmiu zespołów, zdobywając 94,5 punktów i utrzymała się w superlidze.
- 100 m: Łukasz Chyła – 5 m. (10,31)
- 200 m: Marcin Urbaś – 5 m. (20,75)
- 400 m: Piotr Klimczak – 6 m. (46,23)
- 800 m: Grzegorz Krzosek – 2 m. (1:46,52)
- 1500 m: Paweł Czapiewski – 3 m. (3:42,18)
- 3000 m: Yared Shegumo – 3 m. (8:18,06)
- 5000 m: Jakub Czaja – 5 m. (14:46,53)
- 110 m ppł: Artur Kohutek – 5 m. (13,70)
- 400 m ppł: Marek Plawgo – 2 m. (48,99)
- 3000 m z przeszkodami: Radosław Popławski – 2 m. (8:20,48)
- skok wzwyż: Grzegorz Sposób – 2 m.= (2,24 ex equo z jeszcze jednym zawodnikiem)
- skok o tyczce: Adam Kolasa – 6 m. (5,30)
- skok w dal: Tomasz Mateusiak – 6 m. (7,73)
- trójskok: Jacek Kazimierowski – 7 m. (16,13)
- pchnięcie kulą: Tomasz Majewski – 4 m. (20,13)
- rzut dyskiem: Andrzej Krawczyk – 6 m. (59,47)
- rzut młotem: Szymon Ziółkowski – 1 m. (79,14)
- rzut oszczepem: Igor Janik – 5 m. (75,36)
- sztafeta 4 × 100 m: Zbigniew Tulin, Łukasz Chyła, Michał Bielczyk, Marcin Urbaś – 5 m. (39,11)
- sztafeta 4 × 400 m: Piotr Klimczak, Marcin Marciniszyn, Robert Maćkowiak, Marek Plawgo – 2 m. (3:01,33)

## Kobiety
Polska zajęła 2. miejsce wśród ośmiu zespołów, zdobywając 94 punkty i utrzymała się w superlidze.
- 100 m: Daria Onyśko – 8 m. (11,64)
- 200 m: Anna Guzowska – 4 m. (23,15)
- 400 m: Monika Bejnar – 6 m. (52,31)
- 800 m: Ewelina Sętowska – 5 m. (2:01,99)
- 1500 m: Anna Jakubczak – 4 m. (4:08,84)
- 3000 m: Justyna Lesman – 5 m. (9:16,02)
- 5000 m: Wioletta Janowska – 2 m. (15:08,38)
- 100 m ppł: Aurelia Trywiańska – 4 m. (13,25)
- 400 m ppł: Anna Jesień – 1 m. (54,90)
- 3000 m z przeszkodami: Justyna Bąk – 3 m. (9:51,61)
- skok wzwyż: Marta Borkowska – 8 m. (1,85)
- skok o tyczce: Anna Rogowska – 1 m. (4,60)
- skok w dal: Małgorzata Trybańska – 7 m. (6,24)
- trójskok: Aleksandra Fila – 8 m. (13,69)
- pchnięcie kulą: Marzena Wysocka – 8 m. (13,62)
- rzut dyskiem: Marzena Wysocka – 3 m. (62,28)
- rzut młotem: Kamila Skolimowska – 1 m. (72,38)
- rzut oszczepem: Barbara Madejczyk – 2 m. (61,72)
- sztafeta 4 × 100 m: Iwona Dorobisz, Daria Onyśko, Dorota Dydo, Anna Guzowska – 4 m. (43,85)
- sztafeta 4 × 400 m: Zuzanna Radecka, Monika Bejnar, Grażyna Prokopek, Anna Jesień – 2 m. (3:24,61)